# Garden of Eden (canción de Guns N' Roses)
«Garden of Eden» es una canción de la banda norteamericana de hard rock Guns N' Roses, escrita por Axl Rose, que aparece en el álbum de estudio titulado Use Your Illusion I. Es una de las canciones más pesadas del repertorio de Guns N' Roses, acercándose a un estilo heavy metal. La canción de acuerdo a gran parte de su contenido lírico, parece tener una fuerte crítica social, política y religiosa tras ella.

## Video musical
Hay un vídeo musical de la canción, que consiste en una escena de Rose tocando con la banda de fondo, mientras Dizzy Reed y Teddy Andreadis son vistos bailando en el fondo, al final del vídeo parece que Axl Rose se desmaya, aunque esto es solo un efecto del vídeo.
Hay dos versiones del vídeo, en uno de ellos aparecen unos papeles que vuelan por el aire (este es sobre todo encontrado en los sitios de vídeos de música). Otra versión tiene la lírica, completa con un "follow-the-bouncing-ball (de tipo karaoke)", pero sin el papel que vuela alrededor. Esta es la que aparece en la recopilación de vídeos Welcome to the Videos, y también la versión que reaccionaron Beavis y Butt-Head en la repetición de su episodio piloto en MTV.